# 김천대학교
김천대학교(金泉大學校, Gimcheon University)는 대한민국 경상북도 김천시의 사립 대학이다.
개신교적 교육이념을 바탕으로 1979년에 개교했다. 영문 약칭으로 GU를, 국문 약칭으로 김천대(金泉大) 등이 사용한다. 김천대는 3개 단과대학, 17개 학부(과), 일반대학원과 2개의 특수대학원으로 구성된다. 최근 재정난의 악화로 2024년 6월, 학교법인 김천대학교 이사장이었던 강성애가 주류 기독교 및 개신교가 이단으로 구분하는 구원파의 일종인 기쁜소식선교회 박옥수 측에게 경영권을 매각하였다.

## 연혁
1978년 12월 28일, 학교법인 신천학원이 전문대학인 김천실업전문대학(설립 당초 김천실업전문학교)을 설립하여 이듬해 3월 4일에 개교한 학교가 김천대학교의 모태이다. 1982년 11월과 1989년 10월에 각각 김천보건전문대학과 김천전문대학으로 교명을 변경하였다. 1998년 시행된 전문대학 교명 규제 완화에 따라 당해 5월 1일, 김천대학으로 교명을 변경하였다.
김천시 등 지역사회 협력을 강화하여 대한민국 교육과학기술부(현 교육부)가 2009년 7월, 일반대학으로 그 편제 승격을 승인하였고, 2010년 김천대학교로 교명을 변경하였다.
한편 학교가 교육부 등의 평가 지표 하락, 학생 수 감소 등으로 재정난을 겪자 강신경 목사(장로교 목사이며 김천대 설립자)의 딸 강성애 이사장이 지역 기독교 대학의 경영권을 구원파인 기쁜소식선교회에 약 200억원에 넘겼다. 김천대학교는 2016년과 2018년에 실시된 대학구조개혁평가와 대학기본역량진단에서 E등급과 재정지원제한대학 등 저조한 평가를 받았다.

## 교육편제

### 학부
김천대학교의 학부 과정으로 휴먼케어대학, 헬스케어대학, 공공안전대학 3개 단과대학 아래 3학부, 14학과, 6전공을 편제하여 운영하고 있다.

### 대학원
김천대학교의 대학원 과정은 3개 대학원이 설치되어 있으며, 일반대학원과 2개의 특수대학원으로 구성되어 있다. 일반대학원은 석사 4과정, 박사 2과정을 제공하고 있다.
특수대학원으로 글로컬휴먼대학원, 사회문화대학원이 설치되어 있다.

## 캠퍼스 풍경

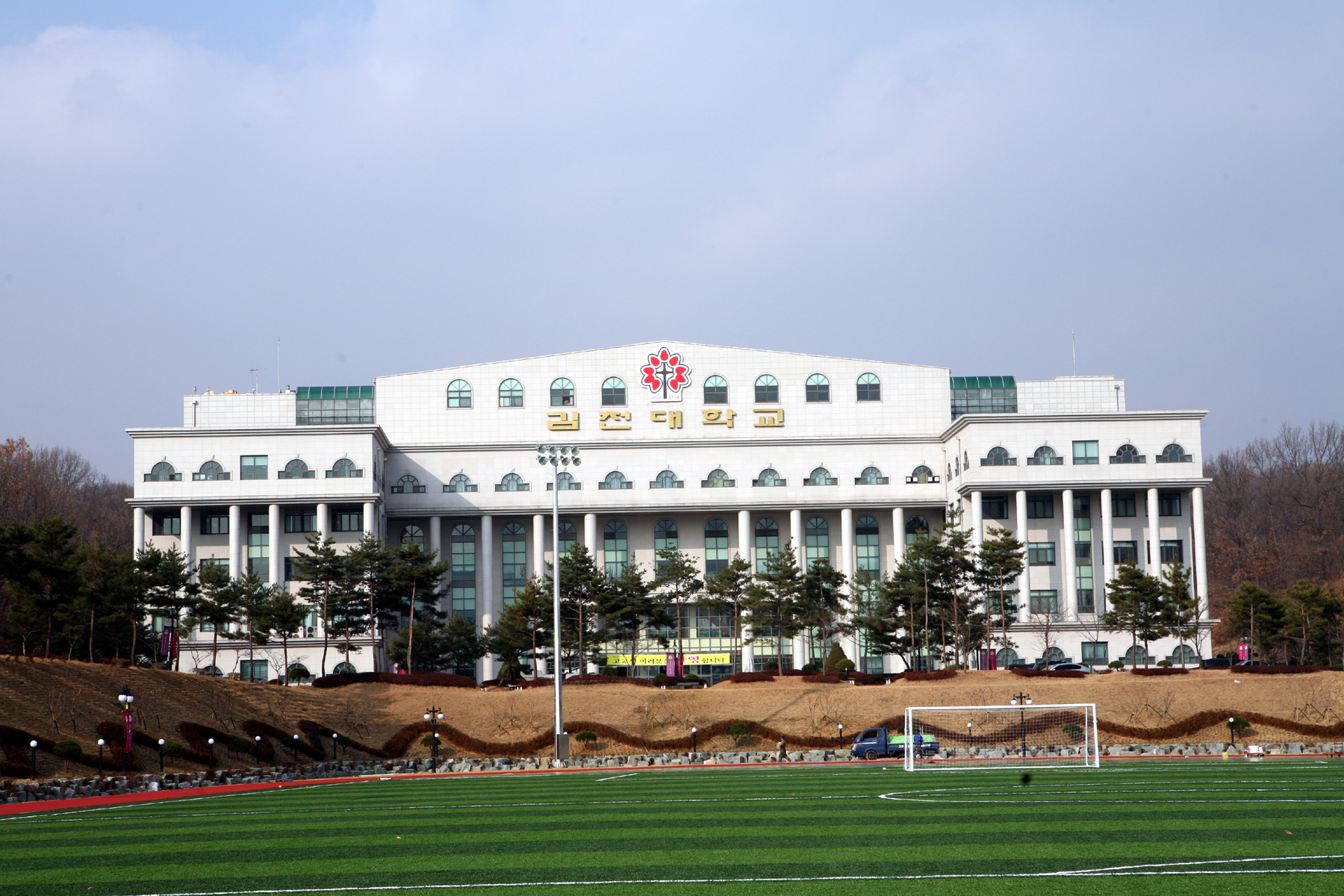
김천대학교 본관

김천대학교는 경상북도 소재 사립 대학으로, 김천시 삼락동에 캠퍼스가 소재한다. 부지는 약 16만9천m2 크기로, 한경국립대학교 안성캠퍼스 등과 비슷한 크기이다. 캠퍼스 남부, 수직 방향의 다삼로와 수평 방향의 대학로를 통해 캠퍼스에 접근할 수 있다. 대학로는 캠퍼스의 남부 경계를 형성하고 있다.
19개 동의 건물과 1,400명을 수용할 수 있는 아파트 기숙사 및 교내기숙사와 국제규격의 축구장, 운동장, 실내체육관, 테니스장, 풋살경기장 등의 편의시설이 있다.